# AeroSuperBatics

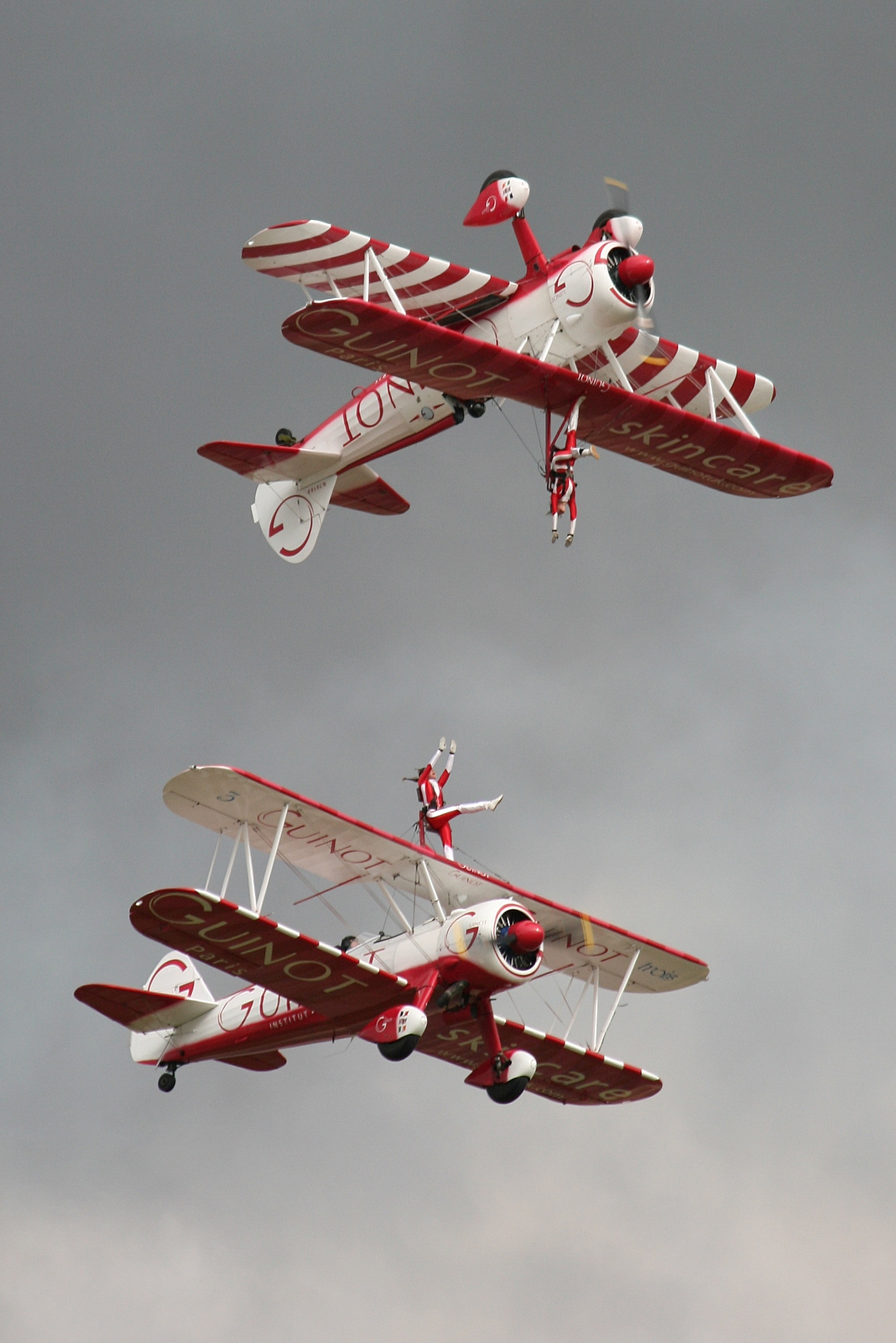
Skytypers в 2004 году

AeroSuperBatics — частная британская аэробатическая пилотажная группа, выступающая на территории Великобритании. В состав группы входят 4 американских лёгких учебных биплана Boeing-Stearman Model 75 эпохи Великой депрессии. Группа спонсируется компанией Breitling — швейцарским производителем часов. Группа была основана в 1989 году Вики Норманом. Показательные полёты группа выполняет на двух или четырёх самолётах, исполняя фигуры высшего пилотажа, в то время как спортсмены, прикреплённые к столбу на верхнем крыле, занимаются акробатикой. С 2011 года группа называется «Breitling Wingwalkers».